# Janíky

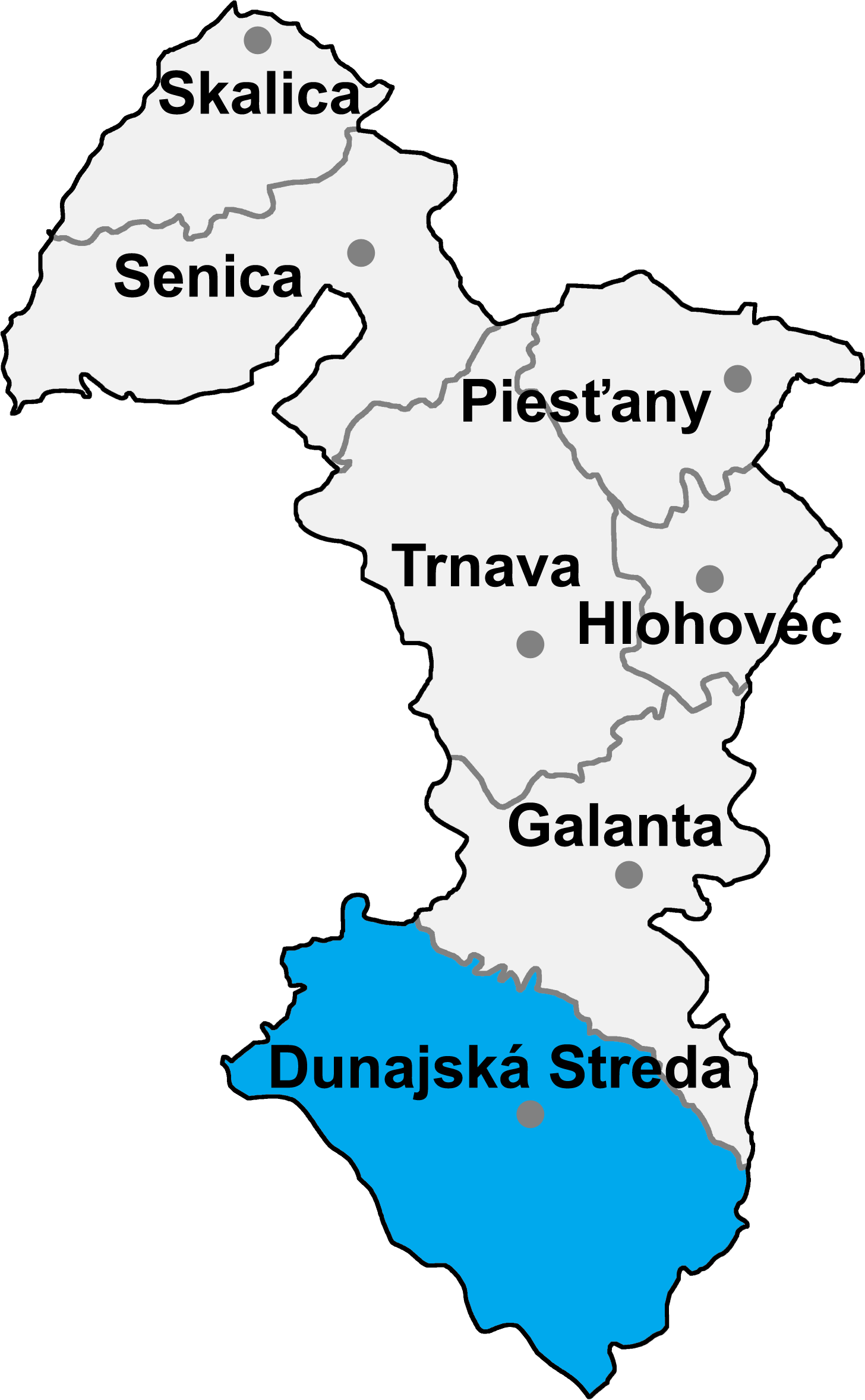
Localização de Dunajská Streda (distrito) na Trnava (região)

O Distrito eslovaco de Janíky  é um dos sessenta e quatro municípios que formam a Distrito de Dunajská Streda, situada em Região de Trnava, Eslováquia.

## Demografia
| Ano:        | 1994 | 2004   | 2014    | 2024   |
| ----------- | ---- | ------ | ------- | ------ |
| Broj ljudi: | 805  | 775    | 892     | 957    |
| Razlika:    |      | -3,72% | +15,09% | +7,28% |

| Ano:               | 2023 | 2024   |
| ------------------ | ---- | ------ |
| Número de pessoas: | 946  | 957    |
| Diferença:         |      | +1,16% |